# Motorówki wybuchowe typu MTM
MTM (wł. Motoscafi da Turismo Modificati – zmodyfikowana motorówka turystyczna) – typ motorówek wybuchowych konstrukcji włoskiej z okresu II wojny światowej.

## Historia
W 1936 roku we włoskiej marynarce wojennej zorganizowano jednostkę mającą zajmować się wykonywaniem morskich operacji dywersyjnych. Do tego celu mieli być używani płetwonurkowie bojowi. Miały być także w użyciu żywe torpedy (Maiale) i motorówki wybuchowe. Jednostka ta zdobyła później sławę jako 10 flotylla MAS. Na jej potrzeby inż. Guido Cattaneo i kmdr. Mario Giordini skonstruowali motorówkę wyposażoną w minę z zapalnikiem uderzeniowym. Została ona wprowadzona na uzbrojenie z chwilą przystąpienia Włoch do wojny w czerwcu 1940.

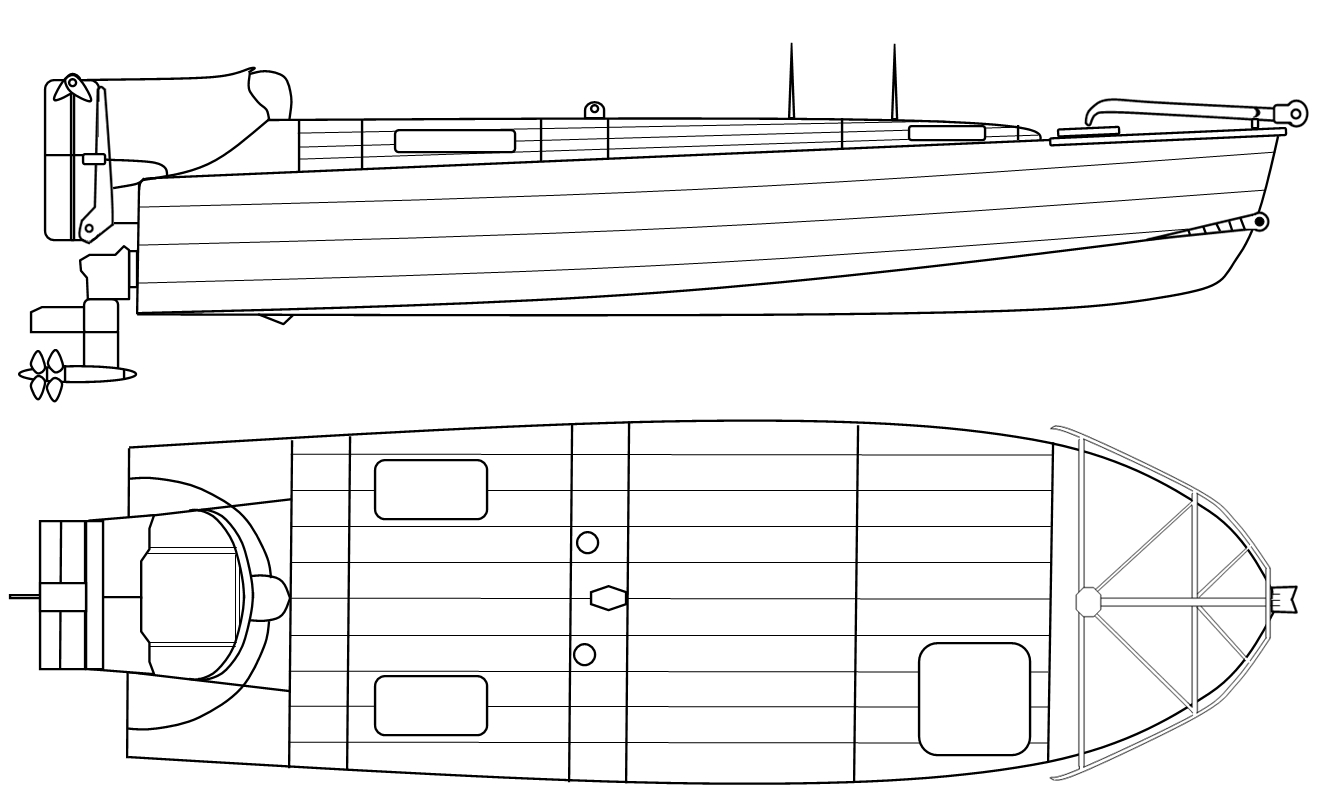

## Zastosowanie bojowe
Łodzie wybuchowe MTM nie były często stosowane w działaniach bojowych. Do największych i najbardziej znanych ich akcji należą:
- Atak przeprowadzony 26 marca 1941 w zatoce Suda na Krecie. Celem było kotwiczące tam zgrupowanie brytyjskich okrętów wojennych i statków handlowych. W akcji wzięło udział sześć motorówek. W jej wyniku został ciężko uszkodzony krążownik ciężki HMS York. Trafiły w niego dwie motorówki. Okręt został przeholowany na mieliznę, gdzie został później zniszczony przez niemieckie samoloty. Uszkodzony został również norweski tankowiec "Pericles". Wszyscy sternicy przeżyli i dostali się do niewoli[1].
- Atak przeprowadzony 26 lipca 1941 na port w Valletcie na Malcie. W akcji brało udział dziewięć motorówek (dziesiąta zatonęła po wodowaniu) i dwie żywe torpedy Maiale. Atakującym nie udało się przedostać przez zaporę z sieci. Wszystkie motorówki zostały użyte do prób jej przełamania lub zostały zniszczone przez artylerię nadbrzeżną. Nie uzyskano trafień w nieprzyjacielskie jednostki. Wszyscy sternicy zginęli lub dostali się do niewoli. Po tej akcji skupiono się na dalszych działaniach płetwonurków[1].

Po zakończeniu II wojny światowej motorówki MTM znalazły się w uzbrojeniu oddziału szturmowego izraelskiej Hagany. Oddział ten prowadził intensywne szkolenie na Jeziorze Tyberiadzkim. Wśród instruktorów znajdował się weteran włoskich oddziałów szturmowych – Fiorenco Caprioti. Do pierwszej akcji bojowej oddziału doszło w nocy 20/21 października 1948 roku. Izraelskie łodzie szturmowe zniszczyły egipski transportowiec i uszkodziły trałowiec w rejonie Gazy

## Konstrukcja
MTM była niewielką łodzią motorową konstrukcji drewnianej napędzaną silnikiem gaźnikowym. Znajdował się on w części rufowej tuż przed stanowiskiem sternika. Śruba napędowa znajdowała się na obrotowej kolumnie i służyła jednocześnie do sterowania łodzią. Kolumna była podnoszona dla ułatwienia pokonywania zagród sieciowych. W części dziobowej znajdował się ładunek wybuchowy o masie 330 kg.
Atak z użyciem MTM wyglądał następująco: Łodzie były dostarczane w rejon ataku przez okręty wojenne wyposażone w uchwyty do ich przewożenia i elektryczne dźwigi do wodowania. Po zwodowaniu i zbliżeniu się do celu, sternik (ubrany w strój do nurkowania) naprowadzał łódź na właściwy kurs, rozpędzał ją do maksymalnej prędkości i blokował ster.  Kiedy znajdował się ok. 90 m od celu, zwalniał drewniane oparcie kabiny, będące jednocześnie tratwą ratunkową i osłoną przed falą uderzeniową, a następnie wyskakiwał do wody. Pozbawiona załogi łódź uderzała w cel. Jako pierwsze eksplodowały niewielkie ładunki umieszczone wokół kadłuba. Powodowały one przełamanie łodzi i zatonięcie części dziobowej. Kiedy znajdowała się ona na odpowiedniej (zaplanowanej wcześniej, na podstawie przypuszczalnego zanurzenia celu) głębokości, ciśnienie hydrostatyczne uruchamiało zapalnik powodujący detonację ładunku głównego. System taki miał na celu uniknięcie straty do atmosfery części energii wybuchu w przypadku eksplozji na powierzchni wody. W przypadku okrętów opancerzonych umożliwiał zaatakowanie słabiej chronionych części podwodnych kadłuba, zamiast opancerzonych burt w rejonie linii wodnej.
Był to system dosyć skomplikowany, a przez to podatny na uszkodzenia. Aby mieć pewność, że motorówka spełni swoje zadanie, sternicy nastawiali często zapalniki na detonację całego ładunku zaraz po trafieniu w cel. Czasem też pozostawali za sterem do momentu uderzenia i ginęli w eksplozji.